# Liste des stations de dessalement en Algérie
Le littoral de l'Algérie compte 25 stations de dessalement d'eau de mer en exploitation, réparties sur les 14 wilayas côtières qui relèvent du Ministère des Ressources en Eau (MRE). Elles fournissent 18 % de l'eau consommée dans le pays et alimentent 6 millions de personnes avec un volume de 2,6 millions m3/jour.
Le 1er avril 2024, dans une interview à la radio chaine 1, le PDG de la Compagnie algérienne de l'énergie (AEC), Mohamed Boutabba, a estimé que le taux de couverture des besoins en eau du pays par les stations de dessalement pourrait passer de 18% à 42 % fin 2024 grâce à la mise en service de cinq nouvelles stations de dessalement de l'eau de mer, dont les travaux de réalisation dépasse les 50%. Une seconde phase débutera en 2025 avec le début de la construction de sept nouvelles stations de dessalement de l'eau de mer pour une mise en service en 2030, augmentant ainsi la contribution du secteur à 60 % de l'eau consommée dans le pays.
Une Agence nationale de dessalement de l'eau (ANDE) est créée en mars 2023 avec pour mission principale « de réaliser, d'exploiter et d'assurer la maintenance des stations de dessalement de l'eau et des infrastructures et équipements y afférents ».
Le 23 avril 2024, le ministre algérien des Mines et de l’Énergie a annoncé sa volonté d'exploiter le sel provenant du dessalement de l'eau de mer par le biais de l’Entreprise nationale des sels (Enasel), filiale du groupe industriel public SONAREM.

## Liste des stations de dessalement en service, en  projet ou en construction

### Wilaya de Chlef
La wilaya de Chlef comprend les stations de dessalement d'eau de mer suivantes :
- Station de dessalement de Ténès : 200 000 m3/jour d'eau potable. Elle est mise en service en 2015[6]. Elle assure l'alimentation en eau potable de 27 des 35 communes de la wilaya de Chlef[7] ;
- Station de dessalement de Beni Haoua (en cours de réalisation) : 5 000 m3/jour d'eau potable.

### Wilaya de Béjaia
La wilaya de Béjaïa comprend la station de dessalement d'eau de mer suivante :
- Station de dessalement de Tighremt dans la commune de Toudja : en construction, prévision 300 000 m3/jour d'eau potable[8].

### Wilaya de Tlemcen
La wilaya de Tlemcen comprend les stations de dessalement d'eau de mer suivantes :
- Station de dessalement de Souk Tléta : 200 000 m3/jour d'eau potable.Elle est inaugurée en 2011[9]. Cette station profite à plus de 300 000 habitants répartis sur 19 communes dont la ville de Tlemcen[10];
- Station de dessalement de Honaïne : 200 000 m3/jour d'eau potable. Elle couvre les besoins en eau potable de plus de 750 000 habitants répartis[11] sur plusieurs communes des wilayas de Tlemcen et Sidi Bel Abbès[12],[13].

### Wilaya de Tizi Ouzou
La wilaya de Tizi Ouzou comprend les stations de dessalement d'eau de mer suivantes :
- Station de dessalement de Tigzirt : 2 500 m3/jour d'eau potable[14] ;
- Station de dessalement de Tamda Ouguemoun, dans la commune d’Iflissen : 60 000 m3/jour d'eau potable[15].

### Wilaya d'Alger
La wilaya d'Alger comprend les stations de dessalement d'eau de mer suivantes :
- Station de dessalement du Hamma : 200 000 m3/jour d'eau potable[16]. Les travaux se sont achevés en 2008[17]. Elle alimente en eau potable près d'1,5 million d'habitants de la métropole algéroise[18].
- Station de dessalement de Staoueli (Palm Beach), mise en service le 19 août 2021, 7 500 m3/jour d'eau potable[19] ;
- Station de dessalement de Aïn Benian, mise en service le 18 septembre 2021, 10 000 m3/jour d'eau potable[20] ;
- Station de dessalement de Zeralda, mise en service le 27 octobre 2021, 10 000 m3/jour d'eau potable[21] ;
- Station de dessalement de Bordj El Kiffan (quartier du Bateau cassé), mise en service en avril 2022, 10 150 m3/jour d'eau potable[20],[22] ;
- Station de dessalement d'El-Marsa, mise en service en juillet 2022, 60 000 m3/jour d'eau potable[23].

### Wilaya de Jijel
La wilaya de Jijel comprend la station de dessalement d'eau de mer suivante :

### Wilaya de Skikda
La wilaya de Skikda comprend la station de dessalement d'eau de mer suivante :
- Station de dessalement de Skikda : 100 000 m3/jour d'eau potable. La station est entrée en service en 2009[24]. Elle est située dans la zone industrielle de la commune de Skikda. Elle alimente la plate-forme pétrochimique et renforce l’alimentation en eau potable de la ville de Skikda et des communes environnantes, soit une population d’environ 300 000 personnes[25].

### Wilaya d'Annaba
La wilaya d'Annaba comprend la station de dessalement d'eau de mer suivante :

### Wilaya de Mostaganem
La wilaya de Mostaganem comprend la station de dessalement d'eau de mer suivante :
- Station de dessalement de Mostaganem : 200 000 m3/jour d'eau potable[26].

### Wilaya d'Oran
La wilaya d'Oran comprend les stations de dessalement d'eau de mer suivantes :
- Station de dessalement d'Arzew : 90 000 m3/jour d'eau potable[27]. Réceptionné en février 2006, le complexe est implanté dans la zone industrielle d’Arzew, près du port industriel de Béthioua. Il permet une production simultanée d’électricité et d’eau dessalée de capacité nominale de 343 mégawatt/heure et de 88 880 m3/j d’eau. Une partie de l’eau produite (20 000 m3/j) est évacuée à travers le réseau DRIZ (UDE) pour les besoins du complexe en eau distillée. Quant à l’autre partie (68 880 m3/j), elle est traitée et envoyée vers les bacs de stockage du réseau SEOR (Société de l'Eau et de l'Assainissement d'Oran) pour les besoins domestiques[28] ;
- Station de dessalement de Bousfer : 5 500 m3/jour d'eau potable ;
- Station de dessalement de Aïn Turck : 5 000 m3/jour d'eau potable ;
- Station de dessalement de Mactaâ : 500 000 m3/jour d'eau potable. Elle est inaugurée en  2014[29]. Cette station alimente la ville d'Oran et son agglomération. Début 2025, la production est annoncée comme étant de 420 000 m3/j[30] ;
- Station de dessalement de Cap Blanc (commune de Aïn El Kerma) : 300 000 m3/jour d'eau potable[31],[32]

### Wilaya de Boumerdès
La wilaya de Boumerdès comprend les stations de dessalement d'eau de mer suivantes :
- Station de dessalement de Djinet : mise en service en 2012, d'une capacité 100 000 m3/jour d'eau potable. Elle profite à un bassin de population de plus de 100 000 habitants répartis sur 17 communes du nord et de l'est de la wilaya de Boumerdès[33] ;
- Station de dessalement de Corso, mise en service en septembre 2023, capacité 80 000 m3/jour d'eau potable[34]. Elle permet d'alimenter en eau potable les régions ouest et nord de la wilaya de Boumerdès ainsi que l'est de la wilaya d'Alger[35] ;
- Station de dessalement de Cap Djinet 2, inaugurée le 11 mars 2025, capacité de 300 000 m3/jour d'eau potable[36].

### Wilaya d'El Tarf
La wilaya d'El Tarf comprend la  station de dessalement d'eau de mer suivante :
- Station de dessalement de Koudiet Eddraouche, commune de Berrihane, inaugurée le 26 février 2025, destinée à alimenter les willayas d’El Tarf, Guelma, Souk Ahras et Skikda, capacité prévue : 300 000 m3/jour d'eau potable[37],[38].

### Wilaya de Tipaza
La wilaya de Tipaza comprend les stations de dessalement d'eau de mer suivantes :
- Station de dessalement de Douaouda dite "Fouka 1", mise en service en 2012, d'une capacité de 120 000 m3/jour d'eau potable ;
- Station de dessalement dite "Fouka 2", mise en service en février 2025, d'une capacité de 300 000 m3/jour d'eau potable[39],[40];
- Station de dessalement de Bousmail : 10 000 m3/jour d'eau potable[41].

### Wilaya de Aïn Témouchent
La wilaya de Aïn Témouchent comprend les stations de dessalement d'eau de mer suivantes :
- Station de dessalement de Béni Saf : 200 000 m3/jour d'eau potable[42]. La station est exploitée depuis 2010[43] ;